# CXCR4
CXCR4 (kurz für CXC-Motiv-Chemokinrezeptor 4, auch Stromal cell-derived factor 1 receptor (SDF-1-Rezeptor), Fusin, Leukocyte-derived seven transmembrane domain receptor (LESTR), CD184) ist ein Rezeptorprotein aus der Familie der Chemokinrezeptoren. CXCR4 ist in vielen Zellen des blutbildenden Systems verbreitet und wird insbesondere von vielen Stammzellen und Tumorzellen exprimiert. Dieser Rezeptor wird durch das Chemokin CXCL12 und das Zytokin Makrophagenmigrationsinhibierender Faktor (MIF) aktiviert. CXCR4 spielt eine Schlüsselrolle bei der Mobilisierung und zielgerichteten Wanderung von Stammzellen in ihre Speicher- (z. B. fötale Leber, Knochenmark) oder ihre Verwendungsorte bei der Bildung von Organen (Organogenese) sowie der Organ- und Wundheilung. Pathophysiologisch ist CXCR4 am Wachstum und an der metastatischen Streuung von Tumoren sowie an Entzündungsprozessen beteiligt. Darüber hinaus ist CXCR4 der primäre Co-Rezeptor für T-Zellen benutzende (T-trope) HI-Viren.

## Vorkommen
Verglichen mit anderen Chemokinrezeptoren zeigt CXCR4 eine weite Verbreitung innerhalb des Organismus. Dieser Rezeptor kann innerhalb des blutbildenden Systems in neutrophilen Granulozyten, Monozyten, T-Lymphozyten, B-Lymphozyten, Prä-B-Zellen, dendritischen Zellen, und Makrophagen nachgewiesen werden. Besonders charakteristisch ist die Expression von CXCR4 auf CD34-positiven Vorläuferzellen. Darüber hinaus wird CXCR4 von Zellen des Blutgefäß-Endothels, des Zentralnervensystems und des Magen-Darm-Trakts gebildet. Auch die Mehrzahl aller Tumoren sind CXCR4-positiv.

## Biochemie

### Struktur
CXCR4 ist ein Transmembranprotein aus der Gruppe der G-Protein-gekoppelten Rezeptoren, das durch ein Gen auf dem Chromosom 2 Genlocus q21 codiert wird. Es sind zwei verschiedene Genprodukte bekannt, die durch alternatives Spleißen entstehen. Das primäre Produkt der Proteinbiosynthese hat eine molare Masse von etwa 40 kDa und unterliegt im Folgenden weiteren Modifizierungen, wie Glycosylierungen und Sulfatierungen. Neuere Erkenntnisse deuten darauf hin, dass CXCR4 in dimerer oder oligomerer Form vorliegt. An diesen Komplexen können auch andere Rezeptoren beteiligt sein (Heterodimere oder -oligomere).

### Mutationen
Für CXCR4 sind Mutationen beschrieben, die sich in einer Veränderung der Rezeptoreigenschaften äußern. Mutationen der codierenden DNA-Sequenz an den Positionen 1000 oder 1013 des Cxcr4-Gens führt zu einem verkürzten CXCR4-Protein, dem große Teile des intrazellulären C-Terminus des Rezeptors fehlen. Durch das Fehlen des C-Terminus verliert CXCR4 die Fähigkeit der Selbstregulation durch Internalisierung nach Aktivierung. Der Rezeptor kann somit dauerstimuliert werden. Diese seltene Mutation wird als eine mögliche Ursache des WHIM-Syndroms angesehen. Natürlich vorkommende Rezeptor-inaktivierende Mutationen, wie beispielsweise für den Chemokinrezeptor CCR5 beschrieben, sind für CXCR4 nicht bekannt.

### Rezeptoraktivierung
CXCR4 wird durch seinen Liganden CXCL12 aktiviert, wodurch der Rezeptor eine intrazelluläre Signaltransduktionskaskade startet. Die Bindung und Aktivierung von CXCL12 an CXCR4 wird als zweistufiger Prozess angenommen. In einem ersten Schritt bindet CXCL12 an den extrazellulären N-Terminus des Rezeptors. Daraufhin kann das N-terminale Ende des Chemokins in die Bindungstasche von CXCR4, welche innerhalb der Transmembrandomänen des Rezeptors liegt, eintauchen und ihn aktivieren.
Nachfolgend aktiviert der stimulierte Rezeptor eine Signaltransduktionskaskade, an der unter anderen G-Proteine der Gi-Familie beteiligt sind.

## Funktion

### Stammzellmobilisierung und -verankerung
Die Hauptfunktion von CXCR4 ist die Steuerung der Wanderung von Stammzellen zu Quellen von CXCL12, wie beispielsweise Knochenmark, Lunge und Leber. Damit verbunden spielt CXCR4 auch eine entscheidende Rolle bei der Verankerung von Stammzellen an ihren Speicherorten und bei der Organogenese. Knockout-Mäuse, denen CXCR4 oder sein Ligand CXCL12 fehlt, sind auf Grund schwerer Organschäden nicht lebensfähig. Nach der Geburt spielt CXCR4 eine wichtige Rolle bei der Angiogenese, bei der Wundheilung und bei der Reparatur von Organen.

### Entzündungen
Eine vermehrte Synthese von CXCL12 in entzündeten Geweben und eine chemotaktische Wirkung auf CXCR4-exprimierende Lymphozyten wird mit einer Rolle bei entzündlichen Erkrankungen in Verbindung gebracht.

### Krebs
Da die große Mehrheit aller Tumoren CXCR4 exprimieren, zeigt CXCL12 eine chemotaktische Wirkung auf die meisten Tumorzellen. Diese chemotaktische Wirkung ist eine der Hauptursachen für die Bildung von Metastasen, die insbesondere Orte mit hoher CXCL12-Produktionsrate betreffen, speziell Knochenmark, Lunge und Leber. Darüber hinaus ist die CXCR4-CXCL12-Achse über eine Förderung der Angiogenese auch am Tumorwachstum beteiligt.

### HIV
CXCR4 ist neben dem Chemokinrezeptor CCR5 der wichtigste Co-Rezeptor für das Andocken und Eindringen von HIV in menschliche Zellen. Für den körpereigenen CXCR4-Agonisten CXCL12 konnte eine hemmende Wirkung auf HI-Viren nachgewiesen werden. Diese wird auf eine CXCL12-induzierte Internalisierung von CXCR4 zurückgeführt.

## Pharmakologie
Dank seiner Rolle als HIV-Co-Rezeptor und seiner möglichen Beteiligung bei der Entstehung und/oder Ausbreitung von Krebs und entzündlichen Erkrankungen ist CXCR4 ein attraktives Ziel für die Entwicklung neuer Arzneimittel. Bereits zu Beginn der 1990er Jahre gelang dank eines Screenings nach HIV-hemmenden Substanzen die Entwicklung des selektiven CXCR4-Antagonisten und HIV-Blockers Plerixafor (AMD3100), noch bevor CXCR4 identifiziert und charakterisiert werden konnte. Plerixafor ist inzwischen als Arzneistoff zur Freisetzung von Stammzellen in die Blutbahn und anschließender autologer Stammzelltransplantation zugelassen. Weiterführende Entwicklungen führten zu Substanzen mit einer besseren Bioverfügbarkeit (z. B. AMD070). Unabhängig davon führte die Aufklärung der pharmakologischen Wirkung von Polyphemusin II der Pfeilschwanzkrebse zur Entwicklung selektiver peptidischer CXCR4-Antagonisten. Diese werden jedoch bisher noch nicht therapeutisch genutzt.
Bei Porphyromonas gingivalis, dem Markerkeim für schwere und aggressive Formen der Parodontitis, der damit für den Verlust von Zähnen verantwortlich ist, assoziieren sich die akzessorischen Fimbrien (Fim C, D, und E) mit den langen Fimbrien und spielen eine Rolle bei der Bindung an Matrixproteine des Wirts und der Wechselwirkung mit dem CXCR4. Experimentell konnte nachgewiesen werden, dass der Verlust der akzessorischen Fimbrien die Virulenz des Erregers deutlich abschwächt.